# Renato Borsato

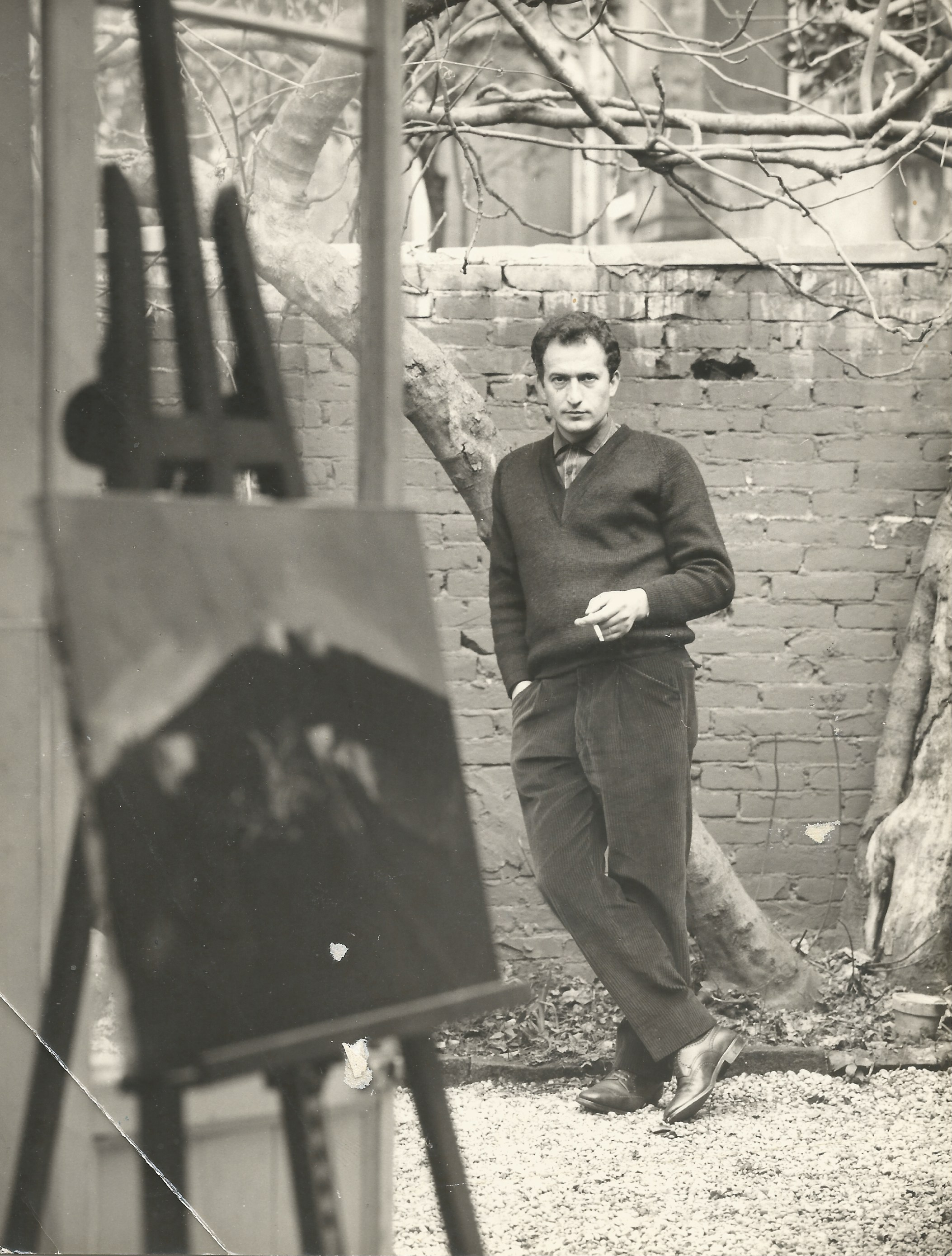
Renato Borsato (1961)

Renato Borsato (* 14. Dezember 1927 in Venedig; † 4. Juli 2013 ebenda) war ein italienischer Maler. Er lebte und arbeitete in Venedig.

## Leben
Renato Borsato entstammt einer alten Familie vom venezianischen Festland, eine Herkunft, der er aber keine Bedeutung für seine Karriere zuweist. Die Lagunenstadt Venedig ist trotz vieler Reisen und internationaler Anerkennung immer seine Heimat – nicht nur im künstlerischen Sinne – gewesen und geblieben. Eine verwandtschaftliche Beziehung zu dem venezianischen Vedutenmaler, Bühnenbildner und Dekorationsmaler Giuseppe Borsato konnte bisher nicht nachgewiesen werden.
Renato Borsatos künstlerische Laufbahn begann um 1950, ohne dass er eine geregelte Ausbildung an einer Akademie oder bei einem Meister gehabt hätte. 1953 arbeitete er für einige Monate in Paris und konnte als Träger des Premio Burano eines der Ateliers der städtischen Ca’ Pesaro am Canal Grande in Venedig benutzen. In diesem Jahr hatte er auch seine erste Einzelausstellung in der venezianischen, nichtkommerziellen Galleria Bevilacqua La Masa. 
Bereits 1954 wurde Borsato zum ersten Male zur Teilnahme an der 27. Biennale di Venezia eingeladen und gewann den Premio Tursi, der ihm auch in der folgenden Ausgabe der alle zwei Jahre in Venedig stattfindenden internationalen Kunstausstellung zugesprochen wurde. 
Im Jahr 1955 ging er, diesmal als Stipendiat der französischen Regierung, wieder nach Paris, ohne dass er der französischen Sprache mächtig gewesen wäre. Immerhin, so seine Aussage, wollte er nach Frankreich gehen, um zu malen, nicht um zu sprechen. 
In den 50er und 60er Jahren nahm er an einer Vielzahl nationaler und internationaler Ausstellungen teil, darunter seine dreimalige Teilnahme an der Quadriennale Nazionale d’Arte in Rom, VII. 1956, VIII. 1960 und IX. Quadriennale 1965/66 im Palazzo delle Esposizioni,  und gewann viele Kunstpreise.
Von seinen zahlreichen Reisen in jenen Jahren war besonders diejenige nach Sizilien im Jahr 1964, die ihn bis auf die Insel Pantelleria führte, für seine spätere künstlerische Produktion von Bedeutung.
1960 entwarf er die Bühnendekorationen für die Opern Turandot im venezianischen Teatro La Fenice, 1961 für La Traviata und 1962 für Madama Butterfly ebendort.
In den 1970er Jahren residierte er jeweils einen Teil des Jahres an der Piazza della Signoria in Florenz. Von 1979 bis 1986 hatte er die Funktion des Presidente der 1898 gegründeten, venezianischen Fondazione Bevilacqua La Masa inne, die sich der Förderung junger Künstler verschrieben hat. Bereits in der zweiten Hälfte der 50er und 60er Jahre war er Mitglied der Jury für deren Jahresausstellungen gewesen.

## Malerisches Werk
Seine künstlerische Position ist angeordnet zwischen einem höchst persönlichen Post-Impressionismus und der malerischen Abstraktion, ohne dass er jemals den Schritt zur vollständigen Aufgabe eines abbildhaften Bildsujets gegangen wäre. Dies hat ihn, im Gegensatz zu seinem jüngeren Kollegen Emilio Vedova, in einen gewissen Widerspruch zu dem den westeuropäischen Kunstbetrieb dominierenden Mainstream der nichtfiguralen Malerei gesetzt und seinen Erfolg auf dem internationalen Kunstmarkt begrenzt. Trotzdem hat seine immense malerische Produktion von mehreren tausend Gemälden – dazu einige Druckgraphiken und wenige Zeichnungen – immer direkt aus dem Atelier Absatz gefunden.
Meist malte Borsato ohne Vorzeichnung direkt „alla prima“ auf die Leinwand. Themen seiner Malerei sind vor allem Landschaften, Natur im weiteren Sinne, sowie Frauen, oft in venezianischen Stadtlandschaften und Venedigansichten.
Der ältere Künstlerkollege Virgilio Guidi beschrieb ihn bereits 1953 als einen „Naturalisten, der die Natur natürlich nicht zurückweist, sich aber selbst genauso natürlicherweise vor der Natur nicht vergisst.“ „Seine Natur, die Natur die er abbildet, ist“, nach Guidi, „nie im scholastischen Sinne gekünstelt, auf manieristische Art aufscheinend, sondern lebendig, fühlbar, von einer Empfindung, die von sich aus schon eine Form von Bewusstsein ist.“
Wenn auch die Natur schon seit dem Beginn seiner künstlerischen Tätigkeit das wichtigste Sujet seiner Malerei gewesen ist, konzentrierte sich Borsato seit etwa Mitte der 1970er Jahre zunehmend auf das Malen von Ansichten seines geheimen Gartens im venezianischen Künstlerviertel von San Vio, wo er sein Atelier hatte und bis zu seinem Tod regelmäßig arbeitete. Die Blumen und Pflanzen seines Gartens werden dabei nicht in impressionistischer oder realistischer Manier abgebildet, sie werden immer öfter zum Ausgangspunkt einer freien, rein malerischen Ausarbeitung, die häufig auf älteren Bildfindungen beruht, womit Borsatos Bilder zunehmend den Charakter imaginärer Erinnerungslandschaften bekommen.
Renato Borsato war damit der letzte Vertreter einer Künstlergeneration, die sich der Tradition des venezianischen Colorismo, der venezianischen Farbmalerei, verschrieben hat.

## Nachlass
Seit Juni 2013 übt das von dem Künstler eingesetzte Comitato scientifico studi Renato Borsato, Präsidentin Caterina Borsato das exklusive Recht auf Authentifizierung seiner Werke aus.

## Preise (Auswahl)
- 1953 2. Preis Premio Nazionale di Burano
- 1954 Premio Tursi auf der 27. Biennale d’Arte di Venezia
- 1955 Premio Nazionale S. Fedele, Mailand
- 1956 Premio Tursi auf der 28. Biennale d’Arte di Venezia
- 1958 Premio Rotary Club auf der 29. Biennale d’Arte di Venezia
- 1962 Premio Soppelsa auf der 31. Biennale d’Arte di Venezia

## Werke in öffentlichen Sammlungen
- Cortina d’Ampezzo, Museo d’Arte Moderna Casa delle Regole d’Ampezzo: „Un giorno di pioggia per Betsabea“, 1964
- Florenz, Galleria d'Arte Moderna: "Dopo la tempesta", 1957
- Gorizia, Galleria d'Arte Moderna: "Piccolo porto", 1956
- La Spezia, Galleria d'Arte Moderna: "Il golfo di Porto Venere", 1955
- Mailand, Museo Civico d’Arte Moderna[2], Sammlung Boschi: "Figura in rosso" und "Solchi", 1955, beide um 1955; "La vecchia petroliera", 1956; "La maestrina", 1956; "Il cancello", 1956; "Barena d'inverno", 1957; "Lucciole", 1957; "Il vento nel canneto", 1957; Landschaft, 1958
- Monselice: Wandgemälde für den Palazzo Comunale, 1966
- Pordenone, Museo di Pordenone, Palazzo Richieri: „Natale a Milano“, 1962
- Rom, Galleria d’ Arte Moderna[2]: "Alba a Parigi", um 1956
- Santa Fé, New Mexico[2], Museum of Fine Arts: "Landscape : Railroad", 1954
- Treviso, Museo Comunale: „Le ragazze di Saccafisola“, 1964
- Triest, Hotel Savoy: Wandmalereien, 1958
- Venedig, La Biennale di Venezia, Archivio storico d'arte contemporaneo (ASAC): "Paesaggio di periferia", 1959
- Venedig, Museo di Ca’ Pesaro: „Paesaggio bretone“, 1953; „Mattino mediterraneo“, 1961/62; „Diario veronese“, 1963/64; „Maggio 1973… è fiorito il glicine“, 1973 (mit Stand 2013: 9 Gemälde, insgesamt 18 Werke)
- Venedig, Gallerie dell’Accademia: „Prime luci sulla palude“, 1960 (?)[3]